# CEBPA
La proteína CEBPA (de sus siglas en inglés "CCAAT/enhancer-binding protein alpha") es una proteína codificada en humanos por el gen cebpA. El gen cebpA no posee intrones y la proteína que codifica es un factor de transcripción bZIP que presenta la capacidad de unirse en forma de homodímero a ciertos promotores y enhancers. También puede formar heterodímeros con proteínas relacionadas, como CEBPB y CEBPG. La proteína CEBPA ha demostrado ser capaz de unirse y regular la expresión del promotor del gen que codifica la leptina, una proteína que juega un importante papel en la regulación del sentimiento de hambre y saciedad. CEBPA también puede interaccionar con las ciclinas Cdk2 y Cdk4, inhibiendo su actividad quinasa e impidiendo así el crecimiento de las células en cultivo.

## Interacciones
La proteína CEBPA ha demostrado ser capaz de interaccionar con:
- Cdk2[4]
- Cdk4[4]